# Llanengan
Llanengan est un village et une communauté du Gwynedd, au pays de Galles.

## Géographie
Llanengan est situé dans le sud-ouest de la péninsule de Llŷn, à une dizaine de kilomètres du centre-ville de Pwllheli.
La communauté de Llanengan comprend aussi la station balnéaire d'Abersoch (en) et les villages de Llangian (en) et Mynytho (en), ainsi que les îles Saint-Tudwal.

## Démographie
Au recensement de 2011, la communauté de Llanengan comptait 1 989 habitants.